# Max Wilson
Max Wilson Ferreira de Lima (Hamburgo, 22 de agosto de 1972) mais conhecido como Max Wilson. É um piloto brasileiro, comentarista de automobilismo pela Band e coordenador técnico de equipe automotiva pela Império na Porsche Cup, ele competiu sempre sob bandeira Brasileira, mais precisamente anunciado como piloto Paulista, apesar de ter nascido em Hamburgo, na Alemanha.

## Formação como piloto
Nascido na Alemanha mas criado desde os dois anos de idade em São Paulo, Max passou sua infância e adolescência morando no bairro de Interlagos, próximo ao autódromo paulista. Ele iniciou sua carreira no kart aos onze anos e sua primeira competição foi o Brasileiro de Kart em 1984, competindo contra seu amigo e vizinho Rubens Barrichello, entre outros grandes nomes da geração de nascidos na primeira metade da década de 70, Max seguiu no Kart até 1990 com dezoito anos de idade.
Em 1993 ele entrou no Campeonato Brasileiro de Fórmula Ford e terminou o ano na terceira posição geral, em nove corridas foram duas voltas mais rápidas, uma pole position, cinco pódios, com duas vitórias pela Morioka Racing em um carro da Techspeed da Ford. O convite para ingresso na equipe partiu do pai de Zak Morioka, que recompensou Max após ele ser uma espécie de professor e mentor do talento de Zaqueu no Kart.
Em 1994, ele foi vice-campeão da Fórmula Chevrolet Brasil, em oito etapas foram uma volta mais rápida, uma pole position, seis pódios e uma vitória com o carro da Berta Chevrolet, a observação fica para o fato que Max não ter chegado a competir em todas as etapas do campeonato, que teve como campeão, o hoje amigo de comentários na Band, Felipe Giaffone.
Em 1995, pela Fórmula 3 Sul-Americana, mais uma vez ele conseguiu um novo vice-campeonato, com 56.5 pontos, primeiro competindo pela Amir Nasr Racing que teve problemas com patrocinares, o que levou Max a ir parar na Prop Car de Dárcio Gonçalves, tio de Rubens Barrichello, foram doze etapas com quatro vitórias, oito pódios, com um Dallara 394 da Mugen Honda e da Opel. No mesmo ano ele competiu na Fórmula 3 Alemã em duas etapas pela Opel Team BSR em um Dallara F395 Opel.
Em 1996 Max deu continuidade na carreira competindo pela Fórmula 3 Alemã, foram onze etapas e 34 pontos somados, com uma vitória e uma pole em um Dallara F365 da FIAT pela Tokmakidis Motorsport a principio, mas encerrando a competição pela Prema Powerteam. Ainda em 1996 ele entrou na International Touring Car - ITC, (até então DTM, porém ocorreu a mudança de nomeação do campeonato pelo mesmo ter se tornado uma competição internacional) pela JAS Engineering em um Alfa Romeo 155 V6 TI foram duas corridas com um pódio.
Já em 1997 Max deu um passo a mais na carreira com a entrada na Fórmula 3000 Internacional, ele terminou o campeonato em quinto, com vinte pontos, pela Edenbridge em um Lola T96/50 - Zytek, três pódios em dez corridas. Em 1998 ele seguiu com a mesma equipe e carro na categoria, com nove pontos somados, ele conseguiu um pódio.
Em 1999 veio o ingresso na Petrobras Júnior Team, novamente com um Lola T99/50 - Zytek, ele somou três pódios e duas poles em dez etapas, pódios esses conquistados em Monte Carlo (3º), Hockenheim (2º) e Nürburgring (3º), e as poles foram em Imola e Hockenheim.

## Proximidade com a Fórmula-1
Max Wilson teve a chance de se tornar piloto de testes da Williams na Fórmula-1, em 1998 ao lado de Montoya ambos foram aprovados em testes em que disputavam onde disputavam a vaga com Soheil Ayari e Nicolas Minassian. No fim de 1999, Giancarlo Minardi, convidou Max para testes e após ser aprovado garantiu em conversa que ele seria o piloto da sua equipe, a italiana Minardi em 2000, porém contando com o aporte financeiro Mazzacane foi o escolhido. Max ainda fez testagens dos pneus Michelin que iniciava sua nova entrada na Fórmula-1, além de ter testado carros de uma equipe que disputaria LeMans daquele ano.

## Inicio de carreira adulta na Indy
Em 2001 Max, estreou pela Fórmula Indy, na divisão da CART pela Arciero Brooke e Blair Racing de Chicago, após manter contato com várias equipes interessadas na sua pilotagem, foram 15 pontos em quinze etapas com um Lola B2K/00 (Ford), o seu melhor resultado foi o 4º lugar em Portland, na oitava etapa da temporada (a quinta na prática, já que a etapa do Texas foi cancelada por recomendações médicas. Ele também não disputou a etapa de Motegi, e Max Wilson não pode competir 'em casa' já que a Rio 500 foi retirada do calendário devido o seu cancelamento).

## Carreira Internacional
Já em 2002 veio o convite para a disputa da V8 Supercars Challenge, um campeonato de turismo Australiano, onde permaneceu até 2008, com a crise financeira mundial daquele ano o dono da sua equipe WPS Racing, fechou as portas já que o dono do time era justamente proprietário de uma financeira.

## Retorno ao Brasil
Em 2009, após 13 anos, retornou ao Brasil para disputar a Stock Car Brasil pela equipe RC Eurofarma em um Chevrolet Vectra, com direito a primeira vitória na quarta etapa do campeonato, em Santa Cruz do Sul e uma terceira colocação em Brasília. O conjunto escolhido contava com um V8 e pneus Pirelli.

### Título no segundo ano da Stock Car
Somando 265 pontos, Max Wilson se sagrou o grande campeão da Stock Car pela RC Eurofarma na temporada de 2010, nas doze etapas foram duas voltas mais rápidas em Londrina e Curitiba, uma pole em Santa Cruz do Sul, três pódios com a 2ª colocação em Brasília e duas vitórias; em Interlagos e Londrina. O título veio só em dezembro, na última etapa em Curitiba com direito ao drama da chuva que caiu sob o Autódromo de Curitiba. A 8ª colocação bastou para o título se confirmar. O Conjunto usado no título foi um Vectra com motores V8 e pneus Goodyear.

### Sequência na Stock Car
Max fez um 2011 bem competitivo na temporada em que defendia o seu título contra os demais pilotos da Stock Car, ele encerrou o ano na 4ª colocação geral, com 248 pontos entre cinco etapas terminadas em pódios, com terceiras colocações em Interlagos e Londrina. E segundas colocações em Curitiba, Ribeirão Preto e Salvador. O seu Vectra seguiu as mesmas configurações do ano anterior, com um V8 e pneus Goodyear.
Em 2012 a boa regularidade foi mantida com uma 6º posição geral ao fim da temporada com 138 pontos, incluindo três pódios, um em cada uma das posições da premiação, segundo em Curitiba, terceiro na prova seguinte no Velo Park e a vitória veio em Brasília a penúltima etapa do ano. Dessa vez o carro pilotado por Max foi um Chevrolet Sonic, com motores V8 e pneus Goodyear.
2013 novamente foi uma ótima temporada regular para Max, a 5ª colocação veio com 163 pontos, seu Sonic foi levado ao pódio duas vezes na sétima e oitava etapa do calendário, segundo lugar em Ribeirão Preto e terceiro em Brasília.
Em 2014 a Stock Car estava de cara nova, foram vinte e uma etapas, muito além das doze do ano anterior, os 114 pontos colocaram Max apenas na 11ª colocação geral ao fim da temporada, com dois pódios na terceira colocação; em Cascavel incluindo uma volta mais rápida na corrida e outro pódio em Santa Cruz. Wilson manteve suas participações com um Sonic.
As vitórias retornaram em 2015 no Velo Park com direito a pole position e em Curitiba, os 162 pontos marcados deram a Max a 8ª colocação geral, dessa vez o Sonic V8 virou com os pneus Pirelli.
A temporada de 2016 também contou com alta no número de etapas, foram vinte, dessa vez o modelo pilotado foi um Chevrolet Cruze, motor V8-5.7, Max somou uma pole em Londrina, e vitórias em Santa Cruz do Sul e Tarumã, além de um terceiro lugar em Curitiba, ele fechou o ano em 12º com 167 pontos.
A Stock Car em 2017 foi um ano em que novamente Max participou da briga pelo título, ele encerrou o ano na 4ª colocação geral, foram sete pódios o seu recorde na categoria com a RCM Motorsport em vinte e duas corridas com 240 pontos conquistados em seu Chevrolet Cruze 5.7 V8 de pneus Pirelli, em etapas duplas em Goiânia foram dois terceiros lugares, na sétima etapa ele venceu a primeira rodada de Cascavel uma pole position e a volta mais rápida tanto na primeira, quanto na segunda etapa; na sequência do ano uma segunda posição na segunda etapa de Buenos Aires, e a terceira posição em seguida na abertura em Tarumã, o ano se encerrou com a segunda colocação em Goiânia e na última etapa novamente a segunda colocação em Interlagos.
O Cruze V8 com pneus Pirelli continuou rendendo frutos á Max Wilson na Stock Car de 2018, foram duas vitórias em vinte e uma etapas, os 210 pontos garantiram a 5ª colocação geral, incluindo uma volta mais rápida em Londrina. Na segunda etapa do ano em Curitiba ele chegou na terceira colocação, vitória em Londrina, terceiro colocado em Santa Cruz, segundo em Goiânia e terceiro em Campo Grande além de uma vitória na penúltima etapa do ano, a segunda corrida em Goiânia.
Em 2019, Max teve a que foi talvez, sua temporada mais atípica comparado com os outros anos na categoria, apesar de quartos e quintos lugares em Goiânia e Santa Cruz, seu Cruze V8 não obteve nenhuma vitória, pódio ou pole, somando apenas 140 pontos em vinte corridas.
Em 2021, Max reapareceu na Stock Car após um ano de hiato na competição, realizando uma corrida dupla na etapa de Goiânia, ele abandonou a primeira etapa e não conseguiu largar na segunda pela Full Time Sports, ele competiu em um Toyota Corolla V8, com pneus Pirelli.

## Carreira como comentarista
Max Wilson iniciou a sua carreira como comentarista nas transmissões automobilísticas no Grupo Globo pelo Sportv em 2014 onde permaneceu até 2021, o seu vínculo com a emissora carioca teve uma facilidade de rompimento já que o contrato celebrado entre ambas as partes garantia que as participações de Max seriam em ocasiões pontuais. Em 25 de fevereiro de 2021, Max era anunciado pela Rede Bandeirantes, que recém anunciava um super pacote de competições automobilísticas com a Fórmula 1 no centro das atenções.
A Band com Max Wilson para a temporada 2021 o situou para as analises das transmissões tanto da Fórmula 1, quanto da Stock Car Pró Series, na qual não teve a oportunidade de comentar em seu emprego anterior pois ainda estava ativo como piloto da categoria, até 2019. Em sua rede social oficial, Instagram, ele fez o anuncio se declarando feliz na nova casa e dizendo que estaria na cobertura da F1 e Stock Car ao lado dos amigos de longa data Sérgio Maurício, Reginaldo Leme e Luc Monteiro, que já haviam assinado com a rede de emissoras do Morumbi antes da sua chegada, que ainda foi complementada posteriormente com os também amigos Felipe Giaffone e Mariana Becker. Em 28 de março de 2021, foi ao ar na tela da Band a Fórmula 1 no Bahrein.

## Outras categorias
Em 1998, Max competiu em corrida única na 28º edição das Mil Milhas Brasileiras pela Dener Motorsports/Stuttgart Sportscar em um Porsche 911.
Em 2000 pelo Team Ascari ele testou um protótipo que iria as pistas nas 24h de Le Mans de 2000 no modelo batizado AscariA410 de motor Judd 4.0 de pneus Pirelli.
Em 2001 pela 29ª edição das Mil Milhas Brasileiras pela Stuttgart Sportscar em uma corrida perfeita, incluindo pole position, volta mais rápida, e a vitória dominante com seu Porsche 911 GT3.
Em 2002 nos 500km de Interlagos 21ª edição, Max vence pela Dener Motorsport mais uma vez de forma dominante, com pole e volta mais rápida novamente com um Porsche 911 GT3.
Em 2008 mais duas vitórias em categorias de etapa única, com a Stuttgart Sportcar incluindo mais uma vez pole e volta mais rápida ele finalizou a corrida no lugar mais alto do pódio com um Porsche 911 GT3 RSR. Na edição 36 das Mil Milhas Brasileiras ele repetiu a façanha pela equipe Stuttgart Sportcar/Denner Motorsport com pole, volta mais rápida e vitória em um Porsche 911 GT3 RSR. Ele fechou o ano em categorias alternativas com o Desafio Internacional das Estrelas com o sétimo lugar e 16 pontos na Birel (IAME Parilla).
Já em 2009 ele competiu no IV GP Cidade de São Paulo em seu Porsche 911 pela Stuttgart Sportcar/Denner Motorsport. Em seguida ele conseguiu a segunda colocação da 27ª edição dos 500km de Interlagos em um Porsche 997 GT3 RSR. Fechando o ano Max teve um décimo lugar no Desafio Internacional das Estrelas.
No ano de 2010 Max chegou em segundo no 28º 500km de Interlagos pela Dener Motorsport/Stuttgart com um Porsche GT3.
Em 2012 Max Wilson foi a Top Series Endurance, em duas etapas, terminando em sexto com 35 pontos pela Stuttgart Sportcar em um Porsche GT2.
2013 e ele participou de etapa dupla do Sul-Americano de GT-GT4 pela equipe Eurobike, pilotando um BMW M3 GTR, em Interlagos ele terminou a primeira bateria em segundo e na segunda ele não completou.
Na Copa Petrobras de Marcas de 2014, correndo pela JLM Racing, Max venceu em São Paulo com um Honda Civic de motores Berta 2.8 e pneus Pirelli.
Já adiante em 2017, Max venceu na Stuttgart Motorsport os 500km de São Paulo - Troféu Stuttgart 20 Anos, em um Porsche GT3. Em 2017 Max Wilson também venceu a 33ª edição dos 500km de Interlagos, de forma renomeada, com pole e volta mais rápida na Stuttgart Sportcar em um Porsche 911 GT3 R.
Em 2018 os 500km de Interlagos 34ª edição ele chegou ao quarto lugar com um Porsche 911 GT3 R.
O ano de 2021 marcou a volta de Max Wilson as pistas, foram quatro corridas pela Império Endurance Brasil - GT3, na Team RC, em um Mercedes AMG GT3 Evo, ce motores Mercedes 6.2 de pneus Pirelli, foram quatro etapas onde ele ficou em sexto em Goiânia, terceiro em Curitiba, e não terminando no Velopark e em Interlagos.

## Vida pessoal
Max frequentemente compartilha em seu instagram momentos ao lado do seu filho Max Júnior e sua golden retriver, Kira. Seu pai foi Wilson Lima, falecido no final de semana do GP de Mônaco de 2021, motivo que acabou retirando Max dos comentários do Grande Prêmio por luto, sua mãe é a dona Maria de Lima que durante sua carreira sempre lidou com o nervosismo de ver o filho pilotando em altas velocidades.

## Resultados na Stock Car
Corrida em negrito significa pole position; corrida em itálico significa volta mais rápida
| Ano  | Equipe         | Carro            | 1       | 2     | 3       | 4       | 5      | 6      | 7      | 8       | 9      | 10     | 11     | 12     | Classificação | Pontos |
| ---- | -------------- | ---------------- | ------- | ----- | ------- | ------- | ------ | ------ | ------ | ------- | ------ | ------ | ------ | ------ | ------------- | ------ |
| 2009 | RC Competições | Chevrolet Vectra | SAO Ret | CTB 5 | BSB 4   | SCZ 1   | SAO 16 | SAL 14 | RIO 9  | CGD 25  | CTB 13 | BSB 18 | TAR 10 | SAO 3  | 9º            | 234    |
| 2010 | RC Competições | Chevrolet Vectra | SAO 1   | CTB 4 | NSR Ret | RIO 8   | RIB 5  | SAL 5  | SAO 20 | CGD Ret | LON 1  | SCZ 8  | BSB 2  | CTB 8  | 1º            | 265    |
| 2011 | RC Competições | Chevrolet Vectra | CTB 2   | SAO 5 | RIB 2   | NSR Ret | CGD 9  | RIO 5  | SAO 3  | SAL 2   | SCZ 5  | LON 3  | BSB 16 | NSR 17 | 4º            | 248    |

*Temporada em andamento.